# Al Taliaferro
Charles Alfred Taliaferro (29 de agosto de 1905 - 3 de febrero de 1969) más conocido como Al Taliaferro fue un artista cómico que trabajó en la realización de historietas con personajes de The Walt Disney Company.
Es muy conocido por los trabajos hechos con el Pato Donald, aunque en sus comienzos participó en las tiras humorísticas de Mickey Mouse que se publicaban en los diarios.
Entre 1932 y 1939, se ocupó de la serie Sinfonías tontas. En 1934, dibujó su primera historieta del Pato Donald: El patito sabio.
Taliaferro creó un gran número de personajes, incluyendo a Huey, Dewey y Louie, Bolívar, Pascual y la Abuela Pato. Muchos de esos personajes estuvieron inspirados de miembros de su familia o entorno. Así por ejemplo sus amigos contaban que no podían ver a Daisy, la novia de Donald sin pensar en Lucy, la esposa de Taliaferro; la Abuela Pato era también el retrato de la madre de Lucy.
Dibujó las historietas de Pato Donald desde el año 1934 hasta su fallecimiento, en el año 1969.
- Datos: Q438610